# Dzwoneczek i bestia z Nibylandii
Dzwoneczek i bestia z Nibylandii (ang. Tinker Bell and the Legend of the NeverBeast, 2015) – amerykański film animowany ze studia Walt Disney Animation Studios, będący kontynuacją filmu Dzwoneczek i tajemnica piratów z 2014 roku.

## Fabuła
Jelonka jest wróżką zwierzęcą, o bardzo dobrym sercu. Kiedy z głębi lasu dobiega tajemniczy ryk, zaciekawiona wróżka chce za wszelką cenę poznać do kogo on należy. Zaprzyjaźnia się z tajemniczą bestią, którą nazywa Mruk. Spędzają razem cudowne chwile. Jednak Nyks, wróżka strażniczka chce unieszkodliwić potwora, ponieważ uważa, że jest niebezpieczny. Lecz pozory mogą mylić, a siła przyjaźni wytrzyma każdą burzę.

## Obsada
- Mae Whitman – Dzwoneczek
- Megan Hilty – Różyczka
- Lucy Liu – Mgiełka
- Raven-Symoné – Iridiessa
- Anjelica Huston – królowa Klarion
- Ginnifer Goodwin – Fawn
- Pamela Adlon – Vidia
- Rosario Dawson – Nyx
- Melanie Brown – Fury
- Thomas Lennon – Scribble

## Wersja polska
W wersji polskiej udział wzięli:
- Maria Niklińska – Jelonka
- Natalia Rybicka – Dzwoneczek / Cynka
- Ewa Prus – Nyks
- Katarzyna Glinka – Mgiełka
- Kaja Paschalska – Iskierka
- Tamara Arciuch – Różyczka
- Monika Dryl – Widia
- Olga Omeljaniec – Pasja
- Anna Szymańczyk – Strzała
- Tomasz Steciuk – Skrybuś
- Kamil Pruban – Bysio
- Paulina Sacharczuk – Kitka
- Dorota Landowska – narrator
- Klaudia Kuchtyk – Ptasia
- i Katarzyna Żak – królowa Klarion

W pozostałych rolach:
- Izabella Bukowska-Chądzyńska
- Paulina Kinaszewska
- Katarzyna Łaska
- Marta Markowicz
- Klementyna Umer
- Kamil Król
- Krzysztof Plewako-Szczerbiński
- Jan Staszczyk
- Krzysztof Szczepaniak

i inni
Piosenki:
- „Lot”: Monika Borzym
- „Los chciał”: Monika Borzym
- „Los chciał – repryza: Monika Borzym
- „Tysiąc lat”: Monika Borzym, Mateusz Ziółko

Reżyseria: Joanna Węgrzynowska-Cybińska

Dialogi polskie: Elżbieta Pruśniewska

Kierownictwo muzyczne: Agnieszka Tomicka

Teksty piosenek: Krzysztof Pruśniewski

Opracowanie wersji polskiej: SDI Media Polska

Reżyseria dźwięku: Elżbieta Pruśniewska

Kierownictwo produkcji: Beata Jankowska, Ewa Krawczyk

Zgranie wersji polskiej: Shepperton International

Producent polskiej wersji językowej: Magdalena Dziemidowicz – Disney Character Voices International, Inc.

Dystrybucja: The Walt Disney Company Polska